# Caccia al tesoro (romanzo)
Caccia al tesoro (titolo originale The Anodyne Necklace) è un romanzo della scrittrice statunitense Martha Grimes, di genere giallo/poliziesco. In Italia è stato pubblicato per la prima volta nel 1999, nella collana Il Giallo Mondadori, con il numero 2622.

## Trama
La piccola cittadina inglese di Littlebourne viene sconvolta dall'omicidio di una ragazza sconosciuta, alla quale l'assassino ha amputato una mano. L'ispettore di Scotland Yard Richard Jury entra in azione, scoprendo che il delitto ha legato all'aggressione di un'abitante del luogo e ad un furto in una villetta del posto.

## Personaggi
- Richard Jury : sovrintendete di Scotland Yard
- Melrose Plant : amico di Jury e investigatore dilettante
- Wiggins : sergente
- Racer: sovrintendete di Scotland Yard
- Peter Gere: poliziotto di Littlebourne
- Polly Pread: scrittrice di gialli
- Emily Louise Perk: bambina addestratrice di cavalli
- Ernestine Craige: appassionata di birdwatching
- Augusta Craige: sorella di Ernestine
- Miles Bodenheim, Sylvia Bodenheim, Julie Bodenheim, Dereck Bodenheim: membri di una famiglia borghese e antipatica di Littlebourne
- Mary O'Brien: proprietaria di un pub
- Katie O'Brien: figlia di Mary
- Lady Jenny Kenniington: aristocratica decaduta
- Nathan Riddley: medico
- Cybil Macenery: violinista

## Edizioni
- Martha Grimes, Caccia al tesoro, traduzione di Diana Fonticoli, Il Giallo Mondadori n. 2622, Arnoldo Mondadori Editore, 1999,  p. 259.